# Монтрезори
Монтрезори (пол. Montrezor) — дворянський рід французького походження.

## Походження
Нащадки Клода де Бурдейля (1606—1663), графа де Монтрезор, син якого виїхав до Речі Посполитої в XVIII ст. Праонук останнього, Карл Лук'янович (Карл-Вікентій, 1786—1879), був генералом від кавалерії і перебував при особі імператора Олександра II.
Рід Монтрезор внесений в II і VI ч. родовідної книги Курської та Київської губерній.

## Представники роду
- Монтрезор, Адам Йосипович (1888 —?) — український політик консервативного крила. Провідний діяч неогетьманського руху, один із засновників Українського союзу хліборобів-державників.